# اسماعیل‌آباد (گالیکش)
اسماعیل‌آباد، روستایی است از توابع بخش گالیکش شهرستان مینودشت در استان گلستان ایران.

## جمعیت
این روستا در دهستان ینقاق قرار داشته و بر اساس سرشماری سال ۱۳۸۵ جمعیت آن ۵۵۵ نفر (۱۱۵ خانوار)
بوده است.